# Hanns Löhr (Mediziner, 1891)

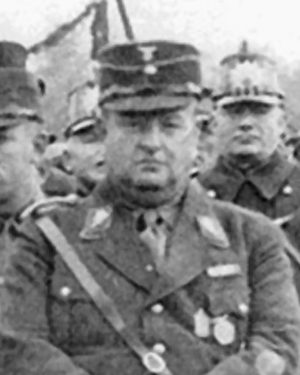
Hanns Löhr: Mediziner und NSDAP-Funktionär im Jahr 1933

Johannes Heinrich Löhr, genannt Hanns Löhr (* 10. September 1891 in Hohensolms; † 4. Oktober 1941 in Kiel) war ein deutscher Internist, SS- und SA-Führer. Er war zur Zeit des Nationalsozialismus Professor an der Universität Kiel und zeitweise dortiger Rektor.

## Leben und Wirken
Löhr war Sohn des evangelischen Pastors Wilhelm Löhr. Nach dem Ende seiner Schullaufbahn am humanistischen Gymnasium in Elberfeld absolvierte er freiwillig den Militärdienst und studierte ab 1911 Medizin an den Universitäten Gießen, Bonn sowie Kiel. Während des Ersten Weltkrieges war er beim Deutschen Heer als Feldhilfsarzt und Bataillonsarzt tätig. Durch eine Verwundung und der daraus folgenden Kriegs-Untüchtigkeit konnte er sein Studium im März 1918 wieder aufnehmen. Nach Kriegsende wurde er im Oktober 1919 approbiert. Ab 1919 war er Volontär- und Assistenzarzt an der von Alfred Schittenhelm geleiteten Kieler Universitätsklinik. Er promovierte 1920 in Kiel mit der Dissertation Versuch zur therapeutischen Anwendung von Kupfersalzlösungen bei der Behandlung von Typhus abdominalis und habilitierte sich dort 1925 mit einer Schrift über das Thyroxin. Von 1925 bis 1934 war er Chefarzt der Inneren Abteilung des Krankenhauses „Sarepta“ in Bethel bei Bielefeld, welches Teil der Bodelschwinghschen Stiftung (damals: Anstalten) Bethel ist.
Nationalsozialistisch orientiert, trat er bereits zum 1. März 1931 der NSDAP (Mitgliedsnummer 478.474) und bereits zwei Wochen davor der SA bei, bei der er bis zum SA-Sanitätsgruppenführer aufstieg. Zudem war er von Oktober 1931 bis Juli 1934 NSDAP-Kreisleiter in Bielefeld-Land. Als Kreisleiter war er maßgeblich an der Vertreibung des Theologen Wilhelm Vischer von der Theologischen Schule Bethel beteiligt und auch an der Denunziation des Anstaltsleiters Fritz von Bodelschwingh zwecks dessen Ablösung durch einen Staatskommissar.
Löhr wurde 1934 gegen das Votum der Fakultät zum Professor für Innere Medizin an die Universität Kiel berufen, wo er bis zu seinem Tod lehrte. Innerhalb der Fakultät genoss er kein hohes Ansehen, da seine wissenschaftlichen Veröffentlichungen aus der Zeit in Bielefeld aus Sicht der Kollegen als wenig bedeutend galten. Als Vertrauensmann der NSDAP an der Medizinischen Fakultät Kiel und nationalsozialistischer Multifunktionär trug er wesentlich zur politischen Ausrichtung der Fakultät und der Universität Kiel bei. Von 1935 bis 1941 war er Gaudozentenführer im Gau Schleswig-Holstein. Löhr wechselte 1936 von der SA zur SS (SS-Nummer 276.855), wo er im Herbst 1941 den Rang eines SS-Brigadeführers erreichte. Er war Mitarbeiter des SD und seit 1935 Leiter des Rassenpolitischen Amtes der NSDAP in Schleswig-Holstein. 1937 wurde er Leiter des Gauamts für Volksgesundheit. Im Januar 1938 wurde er Präsident der Wissenschaftlichen Akademie des NS-Dozentenbundes in Kiel. Löhr, der mehrmals Prorektor war, wurde im Mai 1941 kurz vor seinem Tod zum Rektor der Universität Kiel ernannt.
Er übernahm das Rektorat von Paul Ritterbusch, mit dem er zuvor einige Schriften publiziert hatte. Zu diesen gehörte die Festschrift zum 275-jährigen Bestehen der Christian-Albrechts-Universität Kiel mit einem Aufsatz Löhrs über die Medizinische Fakultät, in welchem ebenfalls nationalsozialistisches Gedankengut zu finden ist. So schrieb er beispielsweise, der Zweck der medizinischen Fakultät sei „bei dem Aufbau und der Erneuerung unseres Volkes“ zu assistieren. Aus seiner persönlichen Korrespondenz nach seiner Ernennung zum Rektor wird Löhrs Einflussnahme auf die organisatorischen Strukturen der Universität sichtbar. So ernannte er eine Reihe enger Parteifreunde in hohe Ämter. In diese Netzwerke war er bereits 1936/37 bei der Ernennung des Arbeitsrechtlers Werner Sieber zum Ordinarius auf Vorschlag Georg Dahms verstrickt - Sie verhalfen ihm auch zu seiner eigenen Ernennung zum Rektor: Dahm schlug ursprünglich Löhr als seinen Nachfolger vor.
Der fanatische Nationalsozialist Hanns Löhr war bis zu seinem Tod eine der einflussreichsten Persönlichkeiten an der Kieler Universität. Löhr starb am 4. Oktober 1941 an den Folgen schwerer Knochenmarksschädigungen, die durch die langfristige Einnahme hoch dosierter, aggressiver Schmerzmittel gegen seine Gicht verursacht wurden. Sein Duzfreund Gauleiter Hinrich Lohse schrieb über ihn in einem Nachruf: „Du hattest dir bereits vor der Machtübernahme als Arzt einen Namen gemacht … Du hattest es darum gar nicht nötig, dich in den politischen Kampf zu stürzen, und da du dich zu den ‚bösen Nationalsozialisten‘ bekanntest, deine Stellung und deine Existenz auf Spiel zu setzen … Du hast dich damals bekannt und erklärt: Hier stehe ich, der Chefarzt Hanns Löhr, ich bin Nationalsozialist, ich folge Adolf Hitler.“ Für seine Trauerfeier sandten Adolf Hitler und Reinhard Heydrich Kränze. Die Ehrenwache am offenen Grab stellte der Totenkopf-Sturmbann des KZ Neuengamme.
Löhr war verheiratet mit Marianne Dieterici (* 1898), der Tochter des Kieler Physikers Conrad Dieterici. Zusammen hatten sie 5 Söhne, wovon 3 bereits zum Zeitpunkt der Habilitation geboren waren. Der Chirurg Wilhelm Christian Löhr (1889–1941) war sein Bruder.

## Veröffentlichungen
- Ein Versuch zur therapeutischen Anwendung von Kupfersalzlösungen bei der Behandlung von Typus abdominalis. Schmidt & Klaunig, Kiel 1920 [Dissertation].
- Ueber die Stellung und Bedeutung der Heilkunde im nationalsozialistischen Staate. Nornen, Berlin o. J. [1934].
- hrsg. mit Paul Ritterbusch: Die Universität Kiel und Schleswig-Holstein. Reden und Vorträge zur „Woche der Universität Kiel“ (14. bis 21. Juni 1937). Wachholtz, Neumünster 1937.
- mit Walter Schulze und Paul Ritterbusch: Grundfragen der deutschen Universität und Wissenschaft. Hrsg. von der Reichsdozentenführung. Wachholtz, Neumünster 1938.
- Wesen und Sinn der nationalsozialistischen Akademie des NSD-Dozentenbundes der Christian-Albrechts-Universität. In: Kieler Blätter. Jg. 1938, H. 1, S. 28–40.
- Über Wert und Leistung der Kieler nationalsozialistischen wissenschaftlichen Akademie des NSD-Dozentenbundes. Rückblick und Ausblick. In: Kieler Blätter. Jg. 1939, H. 2, S. 272–275.
- Aberglauben und Medizin. J. A. Barth, Leipzig 1940 (19422, 19433).
- Zum Beginn der Kriegsvorlesungen für das deutsche Volk. In: Kieler Blätter. Jg. 1940, H. 1/2, S. 16–19.
- mit Paul Ritterbusch: Festschrift zum 275jährigen Bestehen der Christian-Albrechts-Universität Kiel. Hrsg. im Auftrag der Wissenschaftlichen Akademie des NSD-Dozentenbundes der Christian-Albrechts-Universität. Hirzel, Leipzig 1940.
- Die medizinische Fakultät. In: Paul Ritterbusch (Hg.): Festschrift zum 275jährigen Bestehen der Christian-Albrechts-Universität Kiel, Leipzig 1940, S. 164–215.
- Naturwissenschaft und Theologie. Eine zweitausendjährige Auseinandersetzung. Volkschaft, Dortmund 1944.